# Preslav Borukov
Preslav Borukov (en bulgare : Преслав Боруков), né le 23 avril 2000 à Sofia en Bulgarie est un footballeur international bulgare qui joue au poste d'avant-centre au CS Marítimo.

## Biographie

### En club
Né à Sofia en Bulgarie, Preslav Borukov commence le football avec le club local du Levski Sofia avant de rejoindre l'Angleterre et le club de Sheffield Wednesday en 2016, où il poursuit sa formation. Il signe son premier contrat professionnel le 25 juin 2018 mais ne fait aucun match avec l'équipe première du club. En 2020 il retourne en Bulgarie en signant pour le Etar Veliko Tarnovo. C'est avec ce club qu'il fait ses débuts en professionnel.
Le 9 février 2022, Preslav Borukov rejoint le Lokomotiv Plovdiv. Il signe un contrat de deux ans et demi, soit jusqu'en juin 2024.
Le 17 janvier 2023, Preslav Borukov rejoint le FK Arda Kardjali pour un contrat de deux ans et demi, soit jusqu'en juin 2025.
Il se montre décisif dès son premier match en marquant un but sur penalty, le 12 février 2023, lors d'une rencontre de championnat face au Septemvri Sofia. Il permet ainsi à son équipe de s'imposer (0-1 score final).
Le 23 janvier 2024, Preslav Borukov rejoint le Portugal pour s'engager en faveur du CS Marítimo, où il signe un contrat courant jusqu'en juin 2026,.

### En sélection
En août 2023, Preslav Borukov est convoqué pour la première fois avec l'équipe nationale de Bulgarie par le sélectionneur Mladen Krstajić. Il honore sa première sélection lors de ce rassemblement, le 7 septembre, lors d'un match amical contre l'Iran. Il est titularisé et son équipe est battue par un but à zéro,.
Borukov marque son premier but avec la sélection bulgare le 10 septembre 2023, pour sa deuxième sélection, face au Monténégro. Buteur de la tête après son entrée en jeu, il permet à son équipe d'égaliser mais la Bulgarie s'incline finalement par deux buts à un,.